# Brodźczyk polinezyjski
Brodźczyk polinezyjski (Prosobonia cancellata) – gatunek średniej wielkości ptaka z rodziny bekasowatych (Scolopacidae). Występował na Kiritimati (Kiribati). Znany jest wyłącznie z holotypu odłowionego w 1778 i jednej ilustracji. Wymarły.

## Taksonomia
Po raz pierwszy zgodnie z zasadami nazewnictwa binominalnego gatunek ten opisał Johann Friedrich Gmelin w 1789 w 13. wydaniu linneuszowskiego Systema Naturae. Nowemu gatunkowi nadał nazwę Tringa cancellata. Brodźczyk polinezyjski znany jest wyłącznie z holotypu odłowionego na Kiritimati (Kiribati), prawdopodobnie przez Williama Andersona, podczas ostatniej podróży Jamesa Cooka. Zachowała się również ilustracja wykonana przez Williama Ellisa. Po powrocie z wyprawy w 1780 holotyp przekazano do kolekcji Josepha Banksa. Liczni autorzy łączyli brodźczyka polinezyjskiego z nadal żyjącym brodźczykiem krótkodziobym (Prosobonia parvirostris) z Tuamotu (Polinezja Francuska). Międzynarodowy Komitet Ornitologiczny uznaje go za odrębny gatunek (2025). Znajduje to uzasadnienie zoogeograficzne; Tuamotu leży bowiem 2300 km od Kiribati. Holotyp zaginął.

## Morfologia
Opis dotyczy holotypu. Długość ciała około 19 cm (7,5 cala), w tym około 2,5 cm stanowi dziób. Pióra na wierzchu ciała brązowe o białych krawędziach. Spód ciała biały, poprzecznie popielato prążkowany. Lotki popielate z brązowymi końcówkami, krawędzie i sam koniuszek pióra jasne. Sterówki podobne, dodatkowo pokryte białymi plamami. Nogi popielate, dziób czarny. 

## Status
IUCN uznaje brodźczyka polinezyjskiego za gatunek wymarły (EX, Extinct). Gatunek znany jest wyłącznie z holotypu. Wymarł prawdopodobnie około 1850 roku wskutek drapieżnictwa introdukowanych ssaków, zwłaszcza kotów i szczurów.